# Helen Mary Quirk
Helen Mary Quirk (1953-1982) fue una fitopatóloga, y pteridóloga estadounidense, que realizó investigaciones en patología de plantas en el Laboratorio de Patología Vegetal del USDA, donde trabajó en la enfermedad de la agalla de la corona
- La abreviatura «H.M.Quirk» se emplea para indicar a Helen Mary Quirk como autoridad en la descripción y clasificación científica de los vegetales.[4]